# Milan Kopic
Milan Kopic (Pelhřimov, 23 novembre 1985) è un ex calciatore ceco, di ruolo difensore.

## Palmarès

### Club

#### Competizioni nazionali
- KNVB Cup: 1

Heerenveen: 2008-2009